# Břehyňský Rybník
De Břehyňský Rybník is een kunstmatig waterbekken bij het Tsjechische plaatsje Doksy dat in de middeleeuwen aangelegd is. Het maakt deel uit van een omvangrijk stelsel van visvijvers langs de Robečský potok, een rivier in het stroomgebied van de Elbe.

## Geschiedenis
Het omliggende gebied is pas sinds de 12e eeuw bewoond en in de 13e eeuw nam de bevolking toe toen er in de omgeving drie zogenaamde koningssteden gesticht waren: Doksy, Kuřivody en Bezděz. Het bekken ligt op ongeveer drie kilometer ten noordoosten van Doksy en is ontstaan tussen 1360 en 1460, toen het gebied, dat geen waarde had voor de landbouw, geïnundeerd werd.
Op de zuurstofarme veenbodem van het meer zijn de wortels en stronken bewaard gebleven van het oerbos dat voor de aanleg gekapt werd, maar de stammen en takken zijn weggerot. Het waren vooral dennen maar sporadisch ook sparren. Door onderzoek uit 2010 zijn de soortensamenstelling en de ruimtelijke structuur van het bos bekend geworden.

## Kenmerken en omgeving
Het bekken heeft een oppervlakte van circa 90 hectare, maar zoals veel visvijvers is het ondiep: maximaal twee meter. Het wordt gevoed door de Břehyňskýbeek en de omgeving bestaat uit drasland: rietvelden, veenmoerassen en waterrijke weiden. Het is een broedplaats voor een aantal vogelsoorten en een doortrek- en rustplaats voor een aantal watervogels en in de omgeving groeien zeldzame (beschermde) plantensoorten. Het bekken maakt, samen met het omliggende heuvellandschap en een zandsteenplateau, deel uit van het nationaal natuurreservaat Břehyně-Pecopala.
- Nationale Bibliotheek van Tsjechië: xx0069329